# Mediorhynchus muritensis
Mediorhynchus muritensis är en hakmaskart som beskrevs av Lundstrom 1942. Mediorhynchus muritensis ingår i släktet Mediorhynchus och familjen Giganthorhynchidae. Inga underarter finns listade i Catalogue of Life.